# Црква Светог Јована Крститеља у Горњем Сухотну
Црква Светог Јована Крститеља у Горњем Сухотну, насељеном месту на територији општине Алексинац, припада Епархији нишкој Српске православне цркве.
Црква посвећену Светом Јовану Крститељу је подигнута 1922. године трудом мештана села. Храм је освештао епископ нишки Доситеј Васић. Године 1984. храм је обновљен, за време службовања проте Душана Стојковића, када је промењена кровна конструкција, прерађен звоник и промењена фасада. Постављен је и нови иконостас, рад уметника проте Вукадина Вукадиновића. Храм није живописан.